# Didier Wacouboué
Didier Wacouboué, né le 5 octobre 1973 à Abidjan et mort le 3 août 2010 à Londres, est un footballeur ivoirien évoluant au poste de défenseur.

## Biographie
Wacouboué, né à Abidjan, grandit à Marseille et joue au poste de stoppeur à l'US Endoume. 
En juillet 1994, il rejoint l'Olympique de Marseille, alors rétrogradé en deuxième division, et joue 30 matchs toutes compétitions confondues (dont 23 matchs de D2 et 4 matchs de Coupe UEFA), remportant le titre de champion de D2. 
Mais il doit mettre un terme à sa carrière à cause d'un problème au cerveau. Il tente un retour en division d'honneur régionale à l'US 1er Canton en 2000 avant de devenir formateur d'un club de quartier londonien. Il est retrouvé mort à son appartement londonien le 3 août 2010.

## Palmarès
- Champion de France de D2 en 1995 avec l'Olympique de Marseille.